# Aviva British Grand Prix 2010
Aviva British Grand Prix 2010 – mityng lekkoatletyczny, który odbył się 10 lipca w Gateshead (Wielka Brytania). Zawody były kolejną odsłoną cyklu prestiżowej diamentowej ligi IAAF.
Podczas imprezy rekord Polski w rzucie dyskiem ustanowił Piotr Małachowski, który zaledwie 2 dni wcześniej wywalczył w Bielsku-Białej mistrzostwo Polski seniorów. Był to jedyny krajowy rekord w kategorii seniorów ustanowiony podczas mityngu.

## Rezultaty
| WL – najlepszy wynik w sezonie 2010 \| PB – rekord życiowy \| SB – najlepszy wynik w sezonie \| NR – rekord kraju \| w – wynik uzyskany przy zbyt silnym wietrze |

### Mężczyźni
| Konkurencja:                  | 1. miejsce        | Wynik       | 2. miejsce       | Wynik    | 3. miejsce          | Wynik      |
| Bieg na 100 m                 | Tyson Gay         | 9.94        | Asafa Powell     | 9.96     | Daniel Bailey       | 10.15      |
| Bieg na 200 m                 | Walter Dix        | 20.26       | Wallace Spearmon | 20.29    | Jaysuma Saidy Ndure | 20.31 SB   |
| Bieg na 400 m                 | Ricardo Chambers  | 44.98 SB    | Michael Bingham  | 45.08 SB | Martyn Rooney       | 45.44      |
| Bieg na 1500 m                | Asbel Kiprop      | 3:33.34     | Augustine Choge  | 3:33.51  | Leonel Manzano      | 3:33.51 SB |
| Bieg na 5000 m                | Vincent Chepkok   | 13:00.20    | Eliud Kipchoge   | 13:00.24 | Imane Merga         | 13:00.48   |
| Bieg na 110 m przez płotki    | Dwight Thomas     | 13.38       | Andy Turner      | 13.41    | William Sharman     | 13.43 SB   |
| Bieg na 3000 m z przeszkodami | Linus Chumba      | 8:19.72     | Michael Kipyego  | 8:21.91  | Ben Bruce           | 8:22.88 PB |
| Skok wzwyż                    | Linus Thörnblad   | 2.29        | Osku Torro       | 2.26     | Jesse Williams      | 2.26       |
| Skok w dal                    | Fabrice Lapierre  | 8.20        | Michel Tornéus   | 8.01     | Irving Saladino     | 7.96       |
| Trójskok                      | Phillips Idowu    | 17.38       | Randy Lewis      | 17.29 SB | Alexis Copello      | 17.09      |
| Rzut dyskiem                  | Piotr Małachowski | 69.83 NR PB | Zoltán Kővágó    | 67.02    | Casey Malone        | 65.60      |

### Kobiety
| Konkurencja:               | 1. miejsce           | Wynik   | 2. miejsce          | Wynik    | 3. miejsce             | Wynik      |
| Bieg na 100 m              | Carmelita Jeter      | 10.95   | Kelly-Ann Baptiste  | 11.00    | Sherone Simpson        | 11.02 SB   |
| Bieg na 200 m              | Bianca Knight        | 22.71   | Rosemarie Whyte     | 22.81 SB | Anneisha McLaughlin    | 22.95 SB   |
| Bieg na 400 m              | Shericka Williams    | 50.44   | Debbie Dunn         | 50.66    | Novlene Williams-Mills | 50.90      |
| Bieg na 800 m              | Alysia Johnson       | 1:59.84 | Halima Hachlaf      | 2:00.49  | Julija Krewsun         | 2:00.67    |
| Bieg na 1500 m             | Lisa Dobriskey       | 4:03.69 | Morgan Uceny        | 4:04.26  | Hannah England         | 4:04.33 SB |
| Bieg na 110 m przez płotki | LoLo Jones           | 12.79   | Danielle Carruthers | 12.98    | Perdita Felicien       | 13.01      |
| Bieg na 400 m przez płotki | Kaliese Spencer      | 54.10   | Zuzana Hejnová      | 54.83    | Angela Moroșanu        | 54.87 SB   |
| Skok o tyczce              | Swietłana Fieofanowa | 4.71    | Fabiana Murer       | 4.61     | Silke Spiegelburg      | 4.61       |
| Pchnięcie kulą             | Nadzieja Astapczuk   | 20.57   | Valerie Vili        | 20.06    | Nadine Kleinert        | 19.01      |
| Rzut oszczepem             | Sunette Viljoen      | 64.32   | Kara Patterson      | 63.11    | Barbora Špotáková      | 62.02      |